# 方元镇
方元镇为湖南省桂阳县所辖镇。2012年4月，与燕塘乡成建制合并新设方元镇。方元镇辖33个行政村、2个社区，总面积221.08平方公里，总人口4.88万人，镇人民政府驻方元圩（原方元镇驻地）。

## 行政区域
- 方元镇2012年4月与燕塘乡合并前行政区划代码431021111，政府驻驻方元圩；2011年末下辖方元村、谷田村、中和村、毛坪村、观山村、关口村、锦里村、横村、岭背村、堂下村、老神背村、长汾村、林溪村、秀里村、茅栗圩村、下龙村、坪石岭村、下廊村18行政村。
- 2012年4月并入的燕塘乡原行政区划代码431021203。2011年末燕塘乡下辖麻地村、元里村、下燕村、青坪村、燕塘村、周家村、花果村、枫山村、大塘村、小冲村、白沙村、上邓村、高桥村、下邓村、六合村共计15行政村。